# Cerrophidion tzotzilorum
Espèce
Synonymes
- Bothrops tzotzilorum Campbell, 1985

Statut de conservation UICN

 LC  : Préoccupation mineure
Cerrophidion tzotzilorum est une espèce de serpents de la famille des Viperidae. 

## Répartition
Cette espèce est endémique de l’État du Chiapas au Mexique.

## Description
C'est un serpent venimeux.

## Étymologie
Cette espèce est nommée en l'honneur des Tzotzil, un peuple indien vivant dans les hauteurs de l'État mexicain du Chiapas où a été découverte cette espèce.

## Publication originale
- Campbell, 1985 : A New Species of Highland Pitviper of the Genus Bothrops from Southern México. Journal of Herpetology, vol. 19, n. 1, p. 48-54.